# Fitotoksyczność
Fitotoksyczność – toksyczność substancji względem roślin. Niekorzystny wpływ (toksyczny) substancji często obserwuje się przy nieprawidłowym stosowaniu pestycydów, ich nadużywaniu lub zbiegiem w czasie stosowania niekorzystnych warunków pogodowych. Fitotoksyczność wykazuje wiele herbicydów, przez co służą do zwalczania chwastów w roślinach uprawnych. 
Fitotoksyczne bojowe środki trujące mają bardzo szeroki zakres działania i mogą być używane do niszczenia upraw roślin spożywczych i paszowych a także lasów (jako potencjalnych miejsc ukrycia wojska).